# Temporada da Ligat HaAl de 2021–22
A Temporada da Ligat HaAl de 2021–22 (em hebraico:  ליגת העל‎), também conhecida como Israeli Basketball Super League foi a 68.ª edição da competição de primária do basquetebol masculino do Estado de Israel segundo sua pirâmide estrutural. É organizada pela Israeli Basketball Super League Administration Ltd (BSL) sob as normas da FIBA.

## Clubes Participantes
| Time                                | Cidade                      |
| ----------------------------------- | --------------------------- |
| Bnei Herzliya                       | Herzliya                    |
| Hapoel Altshuler Shaham Be'er Sheva | Bersebá                     |
| Hapoel Yossi Avrahami Eilat         | Eilat                       |
| Hapoel Gilboa Galil                 | Conselho Regional de Gilboa |
| Hapoel B-Cure Laser Haifa           | Haifa                       |
| Hapoel Holon                        | Holon                       |
| Hapoel Jerusalem                    | Jerusalém                   |
| Hapoel SP Tel Aviv                  | Telavive                    |
| Hapoel Galil Elyon                  | Kfar Blum                   |
| Ironi Hai Motors Ness Ziona         | Ness Ziona                  |
| Maccabi Rishon LeZion               | Rishon LeZion               |
| Maccabi Playtika Tel Aviv           | Telavive                    |

## Temporada Regular

### Tabela de Classificação
| Pos. | Clube                               | %      | J  | V  | D  | Dif. | Classificação            |
| ---- | ----------------------------------- | ------ | -- | -- | -- | ---- | ------------------------ |
| 1    | Hapoel Jerusalem                    | 70.4%  | 27 | 19 | 8  | 166  | Playoffs                 |
| 2    | Maccabi Playtika Tel Aviv           | 66.7%  | 27 | 18 | 9  | 222  | Playoffs                 |
| 3    | Bnei Herzeliya                      | 63,00% | 27 | 17 | 10 | 108  | Playoffs                 |
| 4    | Hapoel Holon                        | 59.3%  | 27 | 16 | 11 | 60   | Playoffs                 |
| 5    | Hapoel Gilboa Galil                 | 48.1%  | 27 | 13 | 14 | -31  | Playoffs                 |
| 6    | Hapoel B-Cure Laser Haifa           | 48.1%  | 27 | 13 | 14 | -52  | Playoffs                 |
| 7    | Hapoel SP Tel Aviv                  | 51.9%  | 27 | 14 | 13 | 68   | Playoffs                 |
| 8    | Hapoel Galil Elyon                  | 48.1%  | 27 | 13 | 14 | -63  | Playoffs                 |
| 9    | Hapoel Yossi Avrahami Eilat         | 44.4%  | 27 | 12 | 15 | -44  |                          |
| 10   | Ironi Hai Motors Ness Ziona         | 44.4%  | 27 | 12 | 15 | -79  |                          |
| 11   | Hapoel Altshuler Shaham Be'er Sheva | 33.3%  | 27 | 9  | 18 | -98  |                          |
| 12   | Maccabi Rishon LeZion               | 22.2%  | 27 | 6  | 21 | -257 | Rebaixado à Ligat Leumit |

|  |                                            |
|  | Classificados aos playoffs                 |
|  | Rebaixados diretamente para a Ligat Leumit |

## Tabela

### Rodadas 1 a 22
| Casa\Visitante        | BNE   | HBE   | HEI    | HGG    | HHA    | HHO    | HJE    | HTA   | HGE    | INE    | MRL    | MTA   |
| --------------------- | ----- | ----- | ------ | ------ | ------ | ------ | ------ | ----- | ------ | ------ | ------ | ----- |
| Bnei Herzliya         |       | 85-91 | 88-79  | 80-71  | 90-81  | 82-91  | 85-79  | 74-63 | 79-72  | 84-60  | 92-88  | 71-59 |
| Hapoel Be'er Sheva    | 65-75 |       | 76-84  | 83-69  | 53-80  | 74-75  | 58-74  | 88-82 | 61-73  | 72-88  | 67-79  | 74-71 |
| Hapoel Eilat          | 79-96 | 93-99 |        | 94-97  | 79-67  | 85-60  | 82-77  | 62-88 | 94-87  | 104-80 | 77-79  | 66-77 |
| Hapoel Gilboa Galil   | 82-94 | 72-60 | 90-76  |        | 71-80  | 74-81  | 78-72  | 73-87 | 71-62  | 78-89  | 96-88  | 87-83 |
| Hapoel Haifa          | 81-80 | 71-67 | 89-71  | 72-68  |        | 83-76  | 73-71  | 93-77 | 71-76  | 88-57  | 98-94  | 75-92 |
| Hapoel Holon          | 89-77 | 72-69 | 72-90  | 84-82  | 87-70  |        | 85-87  | 99-77 | 80-68  | 76-55  | 101-67 | 88-82 |
| Hapoel Jerusalem      | 89-88 | 90-72 | 80-64  | 80-68  | 89-77  | 104-84 |        | 94-76 | 81-65  | 82-77  | 73-69  | 78-83 |
| Hapoel Tel Aviv       | 76-79 | 65-77 | 97-64  | 89-68  | 92-71  | 67-62  | 75-87  |       | 97-99  | 99-83  | 104-79 | 78-77 |
| Hapoel Galil Elyon    | 90-74 | 74-66 | 74-72  | 74-85  | 70-72  | 99-78  | 69-83  | 96-73 |        | 85-79  | 81-80  | 84-88 |
| Ironi Ness Ziona      | 89-88 | 96-91 | 68-85  | 81-71  | 86-77  | 73-85  | 56-78  | 90-76 | 100-82 |        | 68-79  | 87-73 |
| Maccabi Rishon LeZion | 64-94 | 78-85 | 77-84  | 94-100 | 101-93 | 62-78  | 78-73  | 62-77 | 62-80  | 86-89  |        | 56-86 |
| Maccabi Tel Aviv      | 99-69 | 71-64 | 101-95 | 84-61  | 84-59  | 80-79  | 104-80 | 82-83 | 113-82 | 93-89  | 109-83 |       |

### Rodadas 23 a 33
| Casa\Visitante        | BNE   | HBE    | HEI   | HGG   | HHA   | HHO   | HJE     | HTA   | HGE   | INE   | MRL   | MTA   |
| --------------------- | ----- | ------ | ----- | ----- | ----- | ----- | ------- | ----- | ----- | ----- | ----- | ----- |
| Bnei Herzliya         |       |        |       |       |       |       | 101-106 |       | 81-77 |       |       |       |
| Hapoel Be'er Sheva    |       |        | 73-76 |       |       |       |         |       |       |       | 95-76 |       |
| Hapoel Eilat          |       |        |       |       |       |       |         |       |       | 93-80 | 91-80 |       |
| Hapoel Gilboa Galil   |       | 102-89 | 91-81 |       |       |       |         | 84-75 |       |       |       |       |
| Hapoel Haifa          | 64-89 |        |       |       |       |       |         |       | 72-76 |       |       |       |
| Hapoel Holon          | 75-90 |        |       |       | 74-65 |       |         |       |       |       |       | 85-82 |
| Hapoel Jerusalem      |       |        |       |       | 80-67 | 76-69 |         |       | 94-78 |       |       |       |
| Hapoel Tel Aviv       |       | 86-79  | 90-63 |       |       |       |         |       |       | 89-82 |       |       |
| Hapoel Galil Elyon    |       |        |       |       |       | 75-70 |         |       |       |       |       | 68-71 |
| Ironi Ness Ziona      |       | 83-94  |       | 93-73 |       |       |         |       |       |       | 99-75 |       |
| Maccabi Rishon LeZion |       |        |       | 79-85 |       |       |         | 78-75 |       |       |       |       |
| Maccabi Tel Aviv      | 92-74 |        |       |       |       |       | 89-79   |       |       |       |       |       |

## Playoffs

### Quartas de final
| Time 1                    | Série | Time 2                    | 1º Jogo  | 2º Jogo | 3º Jogo | 4º Jogo | 5º Jogo |
| ------------------------- | ----- | ------------------------- | -------- | ------- | ------- | ------- | ------- |
| Hapoel Jerusalem          | 3 - 1 | Hapoel Galil Elyon        | 85 - 88  | 90 - 89 | 87 - 60 | 84 - 42 | -       |
| Hapoel Holon              | 3 - 0 | Hapoel Gilboa Galil       | 97 - 68  | 96 - 61 | 88 - 68 | -       | -       |
| Maccabi Playtika Tel Aviv | 3 - 1 | Hapoel SP Tel Aviv        | 100 - 88 | 93 - 86 | 75 - 93 | 82 - 77 | -       |
| Bnei Herzeliya            | 3 - 0 | Hapoel B-Cure Laser Haifa | 107 - 85 | 93 - 89 | 88 - 73 | -       | -       |

### Semifinal
| Time 1                    | Série | Time 2         | 1º Jogo | 2º Jogo | 3º Jogo | 4º Jogo | 5º Jogo |
| ------------------------- | ----- | -------------- | ------- | ------- | ------- | ------- | ------- |
| Hapoel Jerusalem          | 1 - 2 | Hapoel Holon   | 78 - 93 | 75 - 61 | 77 - 80 |         |         |
| Maccabi Playtika Tel Aviv | 1 - 2 | Bnei Herzeliya | 82 - 76 | 81 - 97 | 74 - 96 |         |         |

### Final
| Time 1       | Série | Time 2         | 1º Jogo | 2º Jogo | 3º Jogo |
| ------------ | ----- | -------------- | ------- | ------- | ------- |
| Hapoel Holon | 2 - 0 | Bnei Herzeliya | 78 - 71 | 90 - 74 | -       |

### Premiação
| WINNER Ligat HaAl de 2021–22 |
| Hapoel Holon                 |
| ---------------------------- |
| Campeão (2° título)          |

## Clubes israelenses em competições internacionais
| Clube            | Competição        | Resultado                                              |
| ---------------- | ----------------- | ------------------------------------------------------ |
| Maccabi Tel Aviv | EuroLiga          | Eliminado - Quartas de finais para Real Madrid (0 - 3) |
| Hapoel Holon     | Liga dos Campeões | Quarto colocado                                        |
| Hapoel Jerusalém | Liga dos Campeões | Eliminado - Play-ins para Prometey (1 - 2)             |
| Hapoel Eilat     | Liga dos Campeões | Eliminado - Fase Classificatória por Parma (76 - 76)   |
| Ironi Nes Ziona  | Copa Europeia     | Eliminado Fase classificatória                         |
| Hapoel Eilat     | Copa Europeia     | Eliminado - Gr. B com 3v - 3d                          |
| Hapoel Haifa     | Copa Europeia     | Eliminado Fase classificatória                         |

## Artigos relacionados
- Ligat HaAl
- EuroLiga
- EuroCopa
- Seleção Israelense de Basquetebol